# Yves Moraud
Yves Moraud (* 1934; † 7. September 2014 in Brest) war ein französischer Romanist und Literaturwissenschaftler, dessen Leidenschaft dem Theater galt.

## Leben und Werk
Moraud war geprägt durch seine im Théâtre National Populaire von Jean Vilar ausgebildete Theaterleidenschaft. Er war zuerst Gymnasiallehrer in La Ferté-Macé. 1974 habilitierte  er sich  an der Sorbonne bei Jean Fabre mit der Thèse de doctorat Masques et jeux dans le théâtre comique en France entre 1685 et 1730 (Lille 1977) und lehrte von 1967 bis zu seiner Emeritierung an der Universität der Westbretagne in Brest. Er gründete dort das Institut de préparation à l'administration générale (IPAG) für das Theaterwesen.

## Weitere Werke
- (Hrsg.) Jean Giraudoux, La Guerre de Troie n'aura pas lieu, Paris 1969, 1971
- "Judith" ou l'Impossible liberté, Paris 1971
- La Conquête de la liberté de Scapin à Figaro. Valets, servantes et soubrettes de Molière à Beaumarchais, Paris 1981
- Ernest Renan ou La nécessité de rompre, Brest 1992 (Theaterstück, auch Inszenierung)
- (Hrsg.) Ordre et désordre. Schème fondamental dans la vision et l'écriture d'André Malraux, Crozon 2005
- (Hrsg.) Arts premiers, arts derniers. Confrontations et convergences, Daoulas 2007
- (Hrsg.) Résistances et identités. Le monde berbère: Une culture de résistance, Daoulas 2009
- (Hrsg.) L'exotisme ou La tentation d'une histoire immobile, Daoulas 2011